# Emilio Ghione
Emilio Ghione, né le 30 juillet 1879 à Turin et mort le 7 janvier 1930 à Rome, est un réalisateur, scénariste et acteur italien actif pendant la période du muet.

## Biographie
Emilio Ghione est né à Turin le 30 juillet 1879. Il arrive au cinéma à l'âge de trente ans, avec derrière lui un passé de miniaturiste et de peintre de fleurs et un service militaire à l'école de cavalerie de Pinerolo, qui lui vaut son premier emploi, comme « figurant à cheval », dans un film ( 1909) de Aquila Films.
Pendant un voyage en France, il se rend compte de la force d'attraction populaire qu'exercent des personnages comme Arsène Lupin. De retour en Italie, il joue le rôle de Za-la-Mort, un personnage à la fois brutal et pathétique dans son film homonyme de 1915.
Avec le film en épisodes I topi grigi (1918), il connait le succès et la renommée.
Emilio Ghione a été le compagnon de vie et de scène de Calliope Sambucini (nom d'artiste : Kally Sambucini), qui interprète entre autres le rôle de la victime dans le film Za-la-Mort.
Il est l'une des figures de l'ère du muet, et sa carrière, qui dure une vingtaine d'années, suit la parabole du cinéma italien des années 1910 et 1920 .
Il a joué dans plus de 70 films et il en a réalisé plus de 50.
Emilio Ghione est mort à Rome le 7 janvier 1930, à la clinique Cesare Battisti.

## Filmographie partielle

### Comme acteur
- 1911 : Il poverello di Assisi  d'Enrico Guazzoni
- 1911 : La Jérusalem délivrée d'Enrico Guazzoni
- 1911 :  Ali Baba d'Enrico Guazzoni
- 1913 : La Jérusalem délivrée d'Enrico Guazzoni
- 1914 : Histoire d'un Pierrot de Baldassarre Negroni
- 1915 : Za-la-Mort de lui-même
- 1915 : Nelly la Gigolette de lui-même
- 1918 : Les Souris grises (it) de lui-même, saga
- 1924 : Za-la-Mort (Zalamort, der Traum der Zalavie) de lui-même
- 1925 : La cavalcata ardente de Carmine Gallone

### Comme réalisateur
- 1913 : Idolo infrante (it)
- 1914 : Ma vie pour la tienne (La mia vita per la tua!)
- 1915 : Tresa (it)
- 1915 : Nelly la Gigolette (Nelly la gigolette o La danzatrice della Taverna Nera)
- 1915 : Ultime devoir (L'ultimo dovere)
- 1915 : Guglielmo Oberdan, le martyr de Trieste (Guglielmo Oberdan, il martire di Trieste)
- 1915 : Sposa nella morte!
- 1915 : Za-la-Mort
- 1916 : La Rose de Grenade (it) (La rosa di Granata)
- 1917 : Le Numéro 121 (Il numero 121)
- 1917 : Il triangolo giallo, saga en quatre épisodes
- 1918 : Les Souris grises (it), saga
- 1920 : Il castello di bronzo (it)
- 1921 : Senza pietà (it)
- 1922 : Za-la-Mort contro Za-la-Mort (it)
- 1922 : Il quadrante d'oro (it)
- 1924 : Za-la-Mort (Za la Mort - Der Traum der Za la Vie )